# 초보트 케빈
초보트 케빈(헝가리어: Csoboth Kevin, 2000년 6월 20일~)은 헝가리의 축구 선수로 포지션은 공격수이다. 현재 스위스 슈퍼리그 클럽 장크트갈렌과 헝가리 국가대표팀 소속으로 활동하고 있다.

## 구단 경력

### 벤피카 B
2019년 12월 2일, 초보트는 SL 벤피카 B 소속으로 CD 마프라와의 경기에서 데뷔하였다. 같은 해 12월 8일에는 CD 페이렌스와의 경기에서 벤피카 B 소속 첫 골을 기록하였다.
2020년 11월 26일, 초보트는 CD 코바 다 피에다와의 경기에서 골을 넣으며 경기 최우수 선수로 선정되었다. 2021년 1월 6일, 벤피카는 초보트에게 새로운 계약을 제안했으나, 그는 이 제안을 거절하고 5년 만에 팀을 떠나기를 원했다.

### 페헤르바르
2021년 8월 16일, 그는 넴제티 바이녹샤그 I의 클럽 페헤르바르 FC와 계약을 맺었다.

### 우이페슈트
2022년 8월 11일, 그는 넴제티 바이녹샤그 I의 클럽 우이페슈트 FC와 계약을 맺었다.

## 국가대표팀 경력
2023년 3월 23일, 초보트는 에스토니아와의 친선 경기에서 헝가리 국가대표팀 데뷔 전을 치렀다. 그는 76분 소보슬러이 도미니크를 대신해 교체 출전하였다.
2024년 5월 14일, 초보트는 UEFA 유로 2024 헝가리 국가대표팀 명단에 포함되었다. 2024년 6월 23일, 대회 조별 리그 최종 전에서 초보트는 스코틀랜드를 상대로 후반 추가 시간 10분에 결승골이자 자신의 첫 국제 경기를 기록하였다. 이 결과로 스코틀랜드는 대회에서 탈락했지만, 헝가리 역시 16강 진출에는 실패하였다. 또한, 이 득점은 연장전을 제외한 UEFA 유럽 축구 선수권 대회 역사상 가장 늦은 시간에 기록된 골로, 99분 32초에 이루어졌다.